# Талабан
Талаба́н (Thlaspi) — рід одно- або багаторічних рослин родини капустяних.
Відомо близько 70 видів, поширених у помірних смугах північної півкулі. В Україні — 7; з них найпоширеніші як бур'яни 2 види: талабан польовий (Thlaspi arvense L.), росте в усій Україні, його насіння містить до 33 % олії (вона придатна для виготовлення мила); талабан пронизанолистий (Thlaspi perfoliatum L.), здебільшого в Лісостепу, степу і в Криму.

## Опис
Талабан має цілісні стрілоподібні сидячі листки, за якими досить легко визначити рід. Чашолистки відлеглі. Пелюстки суцільні, білі. Зав'язь сидяча, стовпчик видовжений, з неглибокою дволопатевою приймочкою. Стручечки здавлені з боків, внаслідок чого їхні стулки мають човникоподібну форму, по краю мають плівчасті вирости. Стручечок сплюснутий з боку швів, округлий, довгастий, еліптичний або клиноподібний. Гнізда дво- або багатонасінні.

## Види
- Thlaspi aghricum
- Thlaspi alliaceum
- Thlaspi antitauricum
- Thlaspi apterocarpum
- Thlaspi armenum
- Thlaspi arvense
- Thlaspi bornmuelleri
- Thlaspi bovis
- Thlaspi bulbosum
- Thlaspi cappadocicum
- Thlaspi capricornutum
- Thlaspi ceratocarpum
- Thlaspi cilicicum
- Thlaspi crassifolium
- Thlaspi crassiusculum
- Thlaspi dolichocarpum
- Thlaspi eigii
- Thlaspi elegans
- Thlaspi epirotum
- Thlaspi ferganense
- Thlaspi freynii
- Thlaspi griffithianum
- Thlaspi hastulatum
- Thlaspi huber-morathii
- Thlaspi huetii
- Thlaspi inhumile
- Thlaspi japonicum
- Thlaspi jaubertii
- Thlaspi kamtschaticum
- Thlaspi kochianum
- Thlaspi kotschyanum
- Thlaspi kurdicum
- Thlaspi leblebicii
- Thlaspi lilacinum
- Thlaspi maassoumii
- Thlaspi orbiculatum
- Thlaspi oxyceras
- Thlaspi pulvinata
- Thlaspi pulvinatum
- Thlaspi rechingeri
- Thlaspi roseolum
- Thlaspi rostratum
- Thlaspi rosulare
- Thlaspi septigerum
- Thlaspi somkheticum
- Thlaspi stenocarpum
- Thlaspi syriacum
- Thlaspi szovitsianum
- Thlaspi triangulare
- Thlaspi trinervium
- Thlaspi watsonii
- Thlaspi zaffranii
- Thlaspi zangezuricum